# جيرمين لوسون
جيرمين لوسون (13 يناير 1982 في جامايكا - ) (بالإنجليزية: Jermaine Lawson) هو لاعب كريكت أمريكي. شارك مع منتخب الهند الغربية للكريكت ومنتخب جامايكا الوطني للكريكت. أما مع النوادي، فقد لعب مع نادي مقاطعة ليسترشاير للكريكت ‏.

## وصلات خارجية
- جيرمين لوسون على موقع إي آس بي آن كريك إنفو (الإنجليزية)